# Ivana Kansy
Ivana Kansy (* 8. August 1970 in Hamburg) ist eine ehemalige deutsche Schauspielerin.

## Leben
Ivana Kansy wuchs in Hamburg auf, wo sie bis heute lebt.
Sie absolvierte ihre professionelle Schauspielausbildung von 1991 bis 1994 an der Schauspielschule Bühnenstudio in Hamburg. Von 1995 bis 2011 wirkte Kansy als Schauspielerin vor der Kamera in mehr als 20 Film-und-Fernsehproduktionen mit, darunter auch in zahlreichen Fernsehserien wie In aller Freundschaft, Berlin, Berlin, Küstenwache, Rote Rosen oder in Verbotene Liebe.
Seit 2012 ist Ivana Kansy nicht mehr als Schauspielerin tätig. Sie absolvierte ein Psychologiestudium an der Fernuniversität Hagen und ist seither als Paartherapeutin in Hamburg tätig.
Neben ihrer Muttersprache Deutsch spricht Kansy auch fließend Englisch und Italienisch.

## Filmografie (Auswahl)
- 1995–1997: Gegen den Wind (Fernsehserie, 30 Folgen)
- 1997: Dumm gelaufen
- 1997: Das Traumschiff: St. Lucia
- 1999: Tatort: Dagoberts Enkel
- 2000–2011: Küstenwache (Fernsehserie, 2 Folgen)
- 2001: Der Clown (Fernsehserie, 1 Folge)
- 2002: Berlin, Berlin (Fernsehserie, 1 Folge)
- 2003: Für alle Fälle Stefanie (Fernsehserie, 2 Folgen)
- 2003: In aller Freundschaft (Fernsehserie, 2 Folgen)
- 2004: Im Namen des Gesetzes (Fernsehserie, 1 Folge)
- 2006: Tatort: Liebe macht blind
- 2007: Rote Rosen (Fernsehserie, 3 Folgen)
- 2009: Klinik am Alex (Fernsehserie, 1 Folge)
- 2010: Die Bergretter (Fernsehserie, 1 Folge)
- 2010: Verbotene Liebe (Fernsehserie, 4 Folgen)